# Gylling-stenen
Gylling-stenen er en runesten, fundet i Gylling i 1839. Stenen blev opdaget i grunden af en ladebygning i Gylling og har formentlig tidligere været benyttet som trappetrin eller lignende. Nu står den i våbenhuset i Gylling Kirke. 
- Gylling 2

## Indskrift
| Translitteration | Side A tuki : þurkisl : sun : raisi : stain : þansi : aft : ---... kuþan : auk : risbiik : sin : buruþur : |
| Transskription   | Tōki Þōrgīsls sun ræis[þ]i stæin þannsi æft ... gōðan ok {risbiik} sinn brōður.                            |
| Oversættelse     | Toke Troels' søn rejste denne sten efter... god ... og {risbiik} sin broder.                               |

Indskriften har ingen rammestreger. Den begynder nederst på den ene bredside og fortsætter op på toppen og ned på den anden bredside og endelig på smalsiden. Ordet risbiik kendes ikke, men må opfattes som et personnavn.